# Svidník
Svidník é uma cidade da Eslováquia, situada no distrito de Svidník, na região de Prešov. Tem 20,2 km² de área e sua população em 2018 foi estimada em 10.752 habitantes.

## Demografia
| Ano:        | 1994   | 2004   | 2014   | 2024    |
| ----------- | ------ | ------ | ------ | ------- |
| Broj ljudi: | 12 590 | 12 354 | 11 337 | 9647    |
| Razlika:    |        | -1,87% | -8,23% | -14,90% |

| Ano:               | 2023 | 2024   |
| ------------------ | ---- | ------ |
| Número de pessoas: | 9770 | 9647   |
| Diferença:         |      | -1,25% |